# Николай Рогозински
Николай Александрович Рогозински (на руски: Николай Александрович Рогозинский) е руски офицер. Участник в Руско-турската война (1877 – 1878). Командир на рота от 5-а дружина на Българското опълчение, 

## Биография
Николай Рогозински е роден на 30 януари 1847 г. в Гдовски уезд, Санктпетербургска губерния в семейството на потомствен дворянин. Има православно вероизповедание. Завършва 3-та Санктпетербургска гимназия.
Постъпва на военна служба и участва в потушаването на Полското въстание през 1864 г. Произведен е в първо офицерско звание през 1865 г. 
Военната си служба изцяло изкарва в 96-и Омски пехотен полк, където заема длъжностите на адютант, инструктор и няколко години като командир на рота. Живее известно време в Кронщат, където е дислоциран полкът му.
Участва в Руско-турската война (1877 – 1878). Командирован е Българското опълчение и е командир на рота от 5-а опълченска дружина. Участва в отбраната на Шипка през август 1877 г. и при охраната на тила при село Зелено дърво. В състава на отряда на генерал-лейтенант Михаил Скобелев,преминава Стара планина на 27 декември. На 28 декември в битката при Шейново, атакува с ротата си укрепена турска батарея. Позицията е превзета,а щабскапитан Николай Рогозински е ранен на три места – в главата и два пъти в крака. Лекуван е в походен лазарет в Химитли), а след 10 дни е транспортиран в лазарета на 9-а пехотна дивизия в Казанлък.
Щабскапитан Николай Рогозински описва хода на събитията по следния начин: „На 28-и нашата дружина беше изведена на позиции, като в 10 часа се вдигнахме на атака срещу левия турски фланг. Граф Толстой, командващият нашия отряд, беше ранен от осколка на снаряд и сменен от командирът на Углицкия полк полковник Панютин. Недостигнали още шестстотин крачки от неприятелската батарея, почувствах силна болка в главата, паднах и може би, изпаднал около минута в безсъзнание, се опомних и продължих напред. Всички ние офицерите бяхме пред дружините на 20 крачки и се движихме под убийствения дъжд от картеч и куршуми. Сърцето ми се изпълваше с кръв като слушах стоновете на моите войници и като гледах като се топи ротата ми. На 70 крачки от батареята почувствах удар в крака и паднах. Стремлението да отидеш напред беше така силно у всички, че и аз поисках да се вдигна, но нямах сили. А разстоянието беше тъй близо, че виждах смущението у турците и извиках на хората си да продължат напред. В този момент друг куршум ме удари в същия крак, но малко по-високо и от обзелата ме болка изгубих съзнание... Батареята беше превзета. След половин час ме изнесоха. Всички ранени ни изпратиха в село Иметли (Химитли – Ясеново) където останахме десет дни, а след това ни превозиха в Казанлък в лазарета на 9-а пехотна дивизия.“
В лазарета докторите изваждат единият куршум, но вторият остава заседнал в костта на крака. Първоначалното състояние на раните е удовлетворително, но въпреки това щабскапитан Николай Рогозински умира на 7 февруари 1878 г. Погребан е в двора на девическия манастир „Въведение Богородично“ в Казанлък.

## Галерия
- Надгробният паметник на щабскапитан Николай Рогозински
- Шейновския бой
- Победата при Шейново